# بوتسفيل
بوتسفيل (بالإنجليزية: Pottsville, Pennsylvania)‏ هي مدينة تقع في مقاطعة شيلكيل (بنسيلفانيا) بولاية بنسيلفانيا في الولايات المتحدة. تبلغ مساحة هذه المدينة 10.9 (كم²)، وترتفع عن سطح البحر 200.9 م، بلغ عدد سكانها 14324 نسمة في عام 2010 حسب إحصاء مكتب تعداد الولايات المتحدة.

## التركيبة السكانية
حدّد مكتب تعداد الولايات المتحدة بيانات التركيبة السكانية لبوتسفيل في تعداد الولايات المتحدة. في ما يلي، التركيبة السكانية حسب تعدادي 2000 و2010.

### تعداد عام 2000
بلغ عدد سكان بوتسفيل 15,549 نسمة بحسب تعداد عام 2000، وبلغ عدد الأسر 6,399 أسرة وعدد العائلات 3,875 عائلة مقيمة في المدينة. في حين سجلت الكثافة السكانية 1,441.1 نسمة لكل كيلومتر مربع (3,732.4/ميل2). وبلغ عدد الوحدات السكنية 7,343 وحدة بمتوسط كثافة قدره 680.5 لكل كيلومتر مربع (1,762.5/ميل2).
وتوزع التركيب العرقي للمدينة بنسبة 95.73% من البيض و2.26% من الأمريكيين الأفارقة و0.12% من الأمريكيين الأصليين و0.51% من الأمريكيين ذوي الأصول الآسيوية و0.01% من سكان جزر المحيط الهادئ و0.53% من الأعراق الأخرى و0.84% من عرقين مختلطين أو أكثر و1.22% من الهسبانيون أو اللاتينيون من أي عرق.
بلغ عدد الأسر 6,399 أسرة كانت نسبة 29.7% منها لديها أطفال تحت سن الثامنة عشر تعيش معهم، وبلغت نسبة الأزواج القاطنين مع بعضهم البعض 41.7% من أصل المجموع الكلي للأسر، ونسبة 13.9% من الأسر كان لديها معيلات من الإناث دون وجود شريك، بينما كانت نسبة 4.9% من الأسر لديها معيلون من الذكور دون وجود شريكة وكانت نسبة 39.4% من غير العائلات. تألفت نسبة 34.9% من أصل جميع الأسر من عدة أفراد يعيشون في نفس المنزل ونسبة 17.2% كانت تتألف من شخص يعيش بمفرده يبلغ من العمر 65 عاماً أو أكثر. وبلغ متوسط حجم الأسرة المعيشية 2.29، أما متوسط حجم العائلات فبلغ 2.97.
بلغ العمر الوسطي للسكان 40.5 عاماً. وكانت نسبة 22.4% من القاطنين تحت سن الثامنة عشر، وكانت نسبة 6.8% بين الثامنة عشر والرابعة والعشرين عاماً، ونسبة 26% كانت واقعةً في الفئة العمرية ما بين الخامسة والعشرين والرابعة والأربعين عاماً، ونسبة 21.7% كانت ما بين الخامسة والأربعين والرابعة والستين، ونسبة 17.2% كانت ضمن فئة الخامسة والستين عاماً فما فوق. يوجد لكل 100 أنثى 87.2 ذكر، ويوجد لكل 100 أنثى في الثامنة عشر من عمرها فما فوق 83.3 ذكر.
بلغ متوسط دخل الأسرة في المدينة 30,137 دولارًا، أما متوسط دخل العائلة فبلغ 41,124 دولارًا. وكان متوسط دخل الذكور 31,510 دولارًا مقابل 21,433 دولارًا للإناث. وسجل دخل الفرد الخاص بالمدينة 18,165 دولارًا. وكانت نسبة 10.1% من العائلات ونسبة 13.9% من السكان تحت خط الفقر، وكان من هؤلاء نسبة 16% تحت سن الثامنة عشر ونسبة 10.1% في الخامسة والستين من العمر وما فوق.

### تعداد عام 2010
بلغ عدد سكان بوتسفيل 14,324 نسمة بحسب تعداد عام 2010، وبلغ عدد الأسر 6,031 أسرة وعدد العائلات 3,458 عائلة مقيمة في المدينة. في حين سجلت الكثافة السكانية 1,327.5 نسمة لكل كيلومتر مربع (3,438.2/ميل2). وبلغ عدد الوحدات السكنية 7,040 وحدة بمتوسط كثافة قدره 652.5 لكل كيلومتر مربع (1,690.0/ميل2).
وتوزع التركيب العرقي للمدينة بنسبة 93.14% من البيض و3.10% من الأمريكيين الأفارقة و0.15% من الأمريكيين الأصليين و0.68% من الأمريكيين ذوي الأصول الآسيوية و0.83% من الأعراق الأخرى و2.09% من عرقين مختلطين أو أكثر و2.53% من الهسبانيون أو اللاتينيون من أي عرق.
بلغ عدد الأسر 6,031 أسرة كانت نسبة 27.8% منها لديها أطفال تحت سن الثامنة عشر تعيش معهم، وبلغت نسبة الأزواج القاطنين مع بعضهم البعض 36.9% من أصل المجموع الكلي للأسر، ونسبة 14.7% من الأسر كان لديها معيلات من الإناث دون وجود شريك، بينما كانت نسبة 5.8% من الأسر لديها معيلون من الذكور دون وجود شريكة وكانت نسبة 42.7% من غير العائلات. تألفت نسبة 36.5% من أصل جميع الأسر من عدة أفراد يعيشون في نفس المنزل ونسبة 16.7% كانت تتألف من شخص يعيش بمفرده يبلغ من العمر 65 عاماً أو أكثر. وبلغ متوسط حجم الأسرة المعيشية 2.26، أما متوسط حجم العائلات فبلغ 2.96.
بلغ العمر الوسطي للسكان 41.5 عاماً. وكانت نسبة 21.7% من القاطنين تحت سن الثامنة عشر، وكانت نسبة 8.5% بين الثامنة عشر والرابعة والعشرين عاماً، ونسبة 24.7% كانت واقعةً في الفئة العمرية ما بين الخامسة والعشرين والرابعة والأربعين عاماً، ونسبة 26.9% كانت ما بين الخامسة والأربعين والرابعة والستين، ونسبة 18.3% كانت ضمن فئة الخامسة والستين عاماً فما فوق. وتوزع التركيب الجنسي للسكان بنسبة 47.3% ذكور و52.7% إناث.

## أعلام
- كونراد ريختر
- ريد أوينز
- توماس إم. غولدن
- جاكوب جي. فريك
- بيل والش
- جان بيار ماسون
- جيم ريد
- فرانك إيوستاس
- روبرت إيميت لي
- جون إف. فيتزباتريك

## وصلات خارجية
- www.city.pottsville.pa.us
- The US50 - Cities and Towns in Pennsylvania State

قالب:مدن بنسيلفانيا